# Marcus Iunius Homullus
Marcus Iunius Homullus est un sénateur romain des Ier et IIe siècles, consul suffect en 102 et gouverneur impérial de Cappadoce entre 111 et 114 pendant le règne de Trajan. C'est un ami de Pline le Jeune.

## Biographie
Il devient consul suffect en l'an 102 sous Trajan.
En l'an 103, lors du procès de Caius Julius Bassus, proconsul en Bithynie vers 98 et accusé par les Bithyniens de vol, il prend la parole en faveur de l’accusé, défendu entre autres par Pline le Jeune,.
En l'an 107, lors du procès d'un certain Varenus Rufus, proconsul en Bithynie en 105-106 et lui aussi accusé par les Bithyniens, qu'il avait pourtant défendu lors du procès de Bassus, Iunius Homullus est un des avocats de la défense aux côtés de Pline le Jeune,.
Cette même année, Pline nous apprend que son ami demande aux consuls d'informer Trajan de la volonté du Sénat de lutter contre la brigue. L'empereur promulgue une loi contre la corruption et, au travers d’un édit, force les candidats aux fonctions sénatoriales à investir au moins le tiers de leurs biens sur le sol italien,.
Il devient ensuite gouverneur (légat d'Auguste propréteur) de Cappadoce,, vraisemblablement entre 111 et 114, succédant à Caius Iulius Quadratus Bassus et précédant Lucius Catilius Severus. En 113-114, Osroès Ier de Parthie impose sur le trône d'Arménie son neveu Parthamasiris sans en référer à Rome. En allant ainsi à l'encontre des clauses du traité de Rhandeia de 63, les Parthes offrent aux Romains une occasion de déclaration de guerre. Les Parthes envoient des ambassadeurs, semblant avoir sous-estimé la conséquence de leurs intervention en Arménie et de le regretter. Ceux-ci demandent à Trajan de reconnaître Parthamasiris comme roi d'Arménie et vassal de Rome. Ils demandent aussi qu'Iunius Homullus se voit octroyer le pouvoir de négocier, mais Trajan répond qu'il réglera cette affaire en personne à son arrivée en Syrie. Ce refus de négocier peut être analysé comme une preuve qu'il s'agit d'une guerre préméditée : l'empereur utilise en effet cet évènement comme casus belli et commence alors la guerre parthique de Trajan qui s'étend jusqu'en 117, à la mort de l'empereur.
Son fils se nomme aussi Marcus Iunius Homullus, et est peut-être consul suffect en 128 sous Hadrien.